# Potaardeloop
De Potaardeloop is een beek in de Belgische gemeente Duffel.
De beek ontspringt op de oostoever van de Nete en neemt de Lintseheideloop mee in haar loop. Ter hoogte van de Zijpstraat vormt ze samen met de Zijpse Polderloop de Galgebeek.